# 伊尔库茨克航空工厂

伊尔库茨克航空工厂

伊尔库茨克航空工厂（俄语：  Иркутский авиационный завод) 是一家总部位于俄罗斯伊尔库茨克的公司，成立于1932 年。它是伊爾庫特科學生產集團的一个分支机构，伊爾庫特科學生產集團也是聯合航空製造公司的一部分。截至2014 年，伊尔库茨克航空工厂有 2,500 名员工。 自1932 年成立以来，该工厂已生产了 7,000多架飞机，其中包括苏-30战斗机和雅克-130。此外它还参与了伊爾庫特MC-21客机的生产。 